# سلطان ولد
سلطان ولد (ت. 712 هـ / 1312 م) هو الابن الأكبر لجلال الدين الرومي وأحد مؤسسي الطريقة المولوية.
هو بهاء الدين أحمد بن جلال الدين محمد ابن سلطان العلماء بهاء الدين محمد بن حسين القونوي المولوي وشهرته سلطان ولد. سماه أبوه باسم جده بهاء الدين.
أخذ التصوف عن الشمس التبريزي وفريدون زركوب وحسام الدين چلبي. توفي في قونية عن 79 عاما.

## آثاره

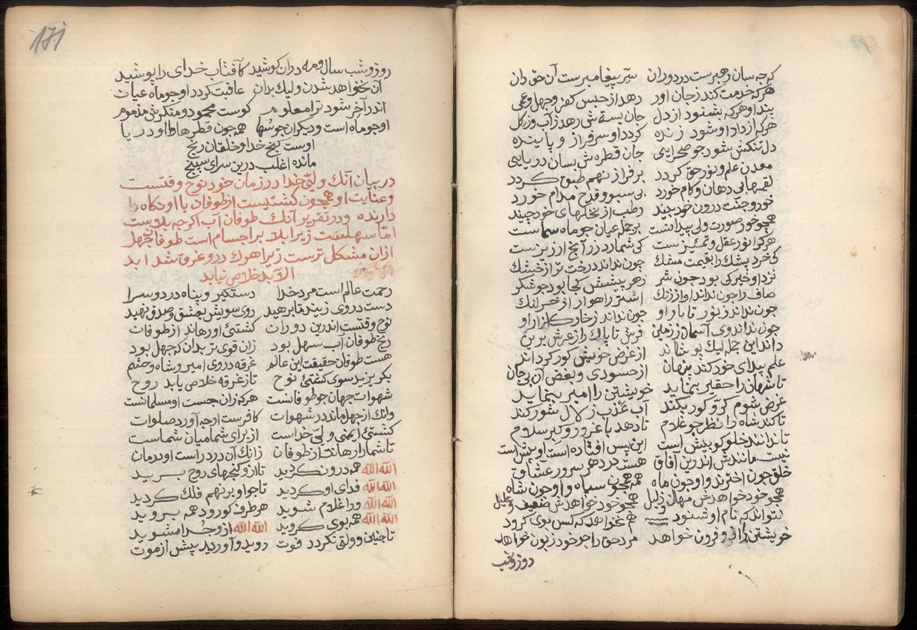
مخطوطة لكتاب «ابتدانامه» في المكتبة الوطنية البلغارية بصوفيا.

كان سلطان ولد شاعرا نظم بالفارسية والتركية والعربية. وهذا ثبت بأهم تصانيفه:
- «دیوان ولد»
- «معارف ولدی»
- «رباب نامه»
- «ابتدانامه»
- «انتها نامه»

كما جمع بعض تأليف والده، ككتاب فيه ما فيه.

## روابط خارجية
- سلطان ولد على موقع الموسوعة البريطانية (الإنجليزية)
- سلطان ولد على موقع ميوزك برينز (الإنجليزية)